# Chlorophorus coniperda
Chlorophorus coniperda är en skalbaggsart som beskrevs av Holzschuh 1992. Chlorophorus coniperda ingår i släktet Chlorophorus och familjen långhorningar. Inga underarter finns listade i Catalogue of Life.